# UPIM
UPIM (Unico Prezzo Italiano Milano) is een Italiaanse warenhuisketen, die onderdeel uitmaakt van OVS S.p.A.. De warenhuizen, die bestaan sinds 1928, hebben een assortiment van betaalbare kleding voor heren, dames en kinderen, huishoudelijke artikelen, cosmetica en speelgoed. De winkels zijn deels in eigendom en deels franchisevestigingen.

## Geschiedenis
Eind 1927 werd in Milaan op de Piazza Loreto als experiment een winkel geopend waar veel artikelen werden verkocht tegen eenheidsprijzen van 1 tot 5 lire. De resultaten waren zeer bevredigend met een opbrengst van zo'n 6.000 lire per dag.  
Na het korte Milanese experiment werd op 9 mei 1928 het bedrijf UPI (Unico Prezzo Italiano) opgericht. Om zich te onderscheiden van een reeds bestaand reclamebureau met dezelfde naam werd de naam later gewijzigd in UPIM, waarbij de "M" stond voor Milano.  Op 21 oktober 1928 werd de eerste winkel in Verona geopend aan de Via Pellicciai, met een oppervlakte van ongeveer 250 vierkante meter, met een assortiment van kleding, fournituren, speelgoed en snoepgoed met prijzen tussen 1 en 4 lire.
Het bedrijf groeide snel en in 1928 werden winkels aan de Viale Vittorio Veneto in Milaan en in Brescia geopend. Het jaar daarop openden drie andere winkels in Milaan en één in Rome, Bologna, Florence, Padua, Ferrara, Piacenza en Bari. 
In 1934 waren er 25 winkels en tijdens het kolonialisme werden ook vestigingen geopend in de steden Asmara, Eritrea en in Tripoli, Libië. Tijdens de Tweede Wereldoorlog werden de buitenlandse activiteiten stopgezet. In 1951 telde de keten 46 winkels. Met de economische boom na de Tweede Wereldoorlog, nam het aantal winkels aanzienlijk toe, tot 69 in 1957. In 1969 werd Upim, samen met de Rinascente Group, overgenomen door de familie Agnelli, eigenaar van de Fiat Group.
In 2020 had Upim ruim tweehonderd filialen, waarvan het grootste deel in eigendom is. Een ander deel betreft de franchisevestigingen. De gemiddelde verkoopoppervlakte van een filiaal bedraagt 800m².
In januari 2010 werd Upim overgenomen door de Gruppo Coin, die was afgesplitst van warenhuisketen La Rinascente.  De Gruppo Coin was reeds eigenaar van de kledingketen Oviesse (OVS Industry) en van de Coin warenhuizen en werd daarmee de grootste kledingverkoper van Italië.